# Lijst van voetbalinterlands Andorra - Moldavië (vrouwen)
Deze lijst van voetbalinterlands is een overzicht van alle officiële voetbalinterlands tussen de nationale vrouwenteams van Andorra en Moldavië. De landen hebben tot nu toe drie keer tegen elkaar gespeeld.

## Wedstrijden
| № | Plaats           | Datum             | Competitie                  | Wedstrijd          | Uitslag |
| - | ---------------- | ----------------- | --------------------------- | ------------------ | ------- |
| 1 | Vilnius          | 6 april 2017      | WK 2019 kwalificatie        | Moldavië − Andorra | 4 − 0   |
| 2 | Orhei            | 22 september 2023 | UEFA Women's Nations League | Moldavië − Andorra | 1 − 2   |
| 3 | Andorra la Vella | 5 december 2023   | UEFA Women's Nations League | Andorra − Moldavië | 0 − 0   |

## Samenvatting
| Competitie                  | Totaal gespeeld | Winst Andorra | Gelijk | Winst Moldavië | Doelsaldo Andorra – Moldavië |
| --------------------------- | --------------- | ------------- | ------ | -------------- | ---------------------------- |
| WK kwalificatie             | 1               | 0             | 0      | 1              | 0 − 4                        |
| UEFA Women's Nations League | 2               | 1             | 1      | 0              | 2 − 1                        |
| Totaal                      | 3               | 1             | 1      | 1              | 2 − 5                        |